# منظمة المساواة في الفرص الدولية
منظمة المساواة في الفرص الدولية هي مؤسسة دولية غير ربحية، مقرها في واشنطن العاصمة وتعمل في آسيا وأفريقيا والشرق الأوسط.
```
وهي اتصالات 
منظمة غير حكومية
 من أجل التغيير الاجتماعي تدمج بين قوة الإعلام وحفز المجتمع، تنشئ هذه المؤسسة استراتيجيات اتصالات مخصصة حسب طلب العميل وحلول للتواصل التي تختص بالتحديات الأكثر أهمية التي تؤثر على الاشخاص في العالم النامي على سبيل المثال تمكين النساء والفتيات، ومهارات الشباب في الحياة وسبل العيش وحقوق الإنسان والصحة، والمشاركة المدنية والحكومية.
```

تأسست المنظمة اعتقاد بأن كل الناس في أي مكان مؤهلين في الوصول المتساوي إلى المعلومات والتعليم ويجب أن تتاح لهم الفرصة للأنضمام إلى الحوار كمتلقين ومشاركين في تلك المعلومات.
```
تعمل منظمة المساواة في الفرص مع المنظمات الغير حكومية المحلية وقادة المجتمع في نيبال وأفغانستان وباكستان وكمبوديا والفلبين ونيجيريا وبوركينا فاسو والنيجر وتشاد والكاميرون وكينيا وايضا مع الوكالات والمؤسسات والحكومات ومواهب وسائل الإعلام المحلية والقطاع الخاص في تصميم وتنفيذ مبادرات الاتصال الخاصة به. 
```

في 2014 اطلقت المنظمة قناة تلفزيونية تعمل على مدار اليوم والاسبوع ومقرها في كانو نيجيريا، تذييع مجموعة من البرامج في Hausa .
تلقى هذه المنظمة الدعم منمؤسسة فورد ومؤسسة ويليام وفلورا هيوليت ومؤسسة آسيا ومنظمة الأمم المتحدة للتربية والعلم والثقافة يونسكو وصندوق الأمم المتحدة للسكان والوكالة الأمريكية للتنمية الدولية، برنامج الأغذية العالمي للأمم المتحدة والبنك الدولي